# Zvukař
Zvukař je profese, která se zabývá technickými aspekty záznamu a šíření zvuku. Vyskytuje se v mnoha uměleckých i neuměleckýcch oborech lidské činnosti. Zvukaři pracují i při všech větších kulturních, sportovních a společenských akcích, kde je třeba ozvučit širší společenské prostory, stejně jako v médiích, která pracují se zvukem – uplatňuje se v divadlech, televizi a rozhlase, v nahrávacích studiích, u filmu a na koncertech.

## Filmový zvukař
Mistr zvuku patří mezi hlavní tvůrčí profese ve filmovém štábu, je zodpovědný za zvukovou stránku filmu. Na filmu se podílí již v přípravných pracích, kdy s kameramanem, režisérem (a případně architektem, trikovými kameramany a profesemi, které jsou zrovna potřeba) objíždí lokace, kde se bude natáčet, a určuje, kde se bude zvuk snímat kontaktně a jaké scény se udělají postsynchronem. Často se účastní i psaní technického scénáře. V natáčecím období se společně s mikrofonistou zúčastňuje natáčení, kde je zodpovědný za zvukový záznam dialogů a veškeré herecké akce. Pomáhá také při případném natáčení playbacku. Druhá část jeho spolupráce na filmu přichází v postprodukci, poté, co je hotov finální střih, zajišťuje nahrávání postsynchronů, zvukových efektů (tzv. brunclíků) a přípravu filmu k zvukovému mixu.
Mistr zvuku je poměrně široké označení užívané v českých zeměpisných šířkách pro všechny zvukové profese. Zatímco dříve zpravidla celou zvukovou složku filmu obstaral jediný člověk, v současnosti, v době nových formátů a specializace profesí, se již na zvukové složce filmu většinou podílí více lidí. Přesto je funkce zvukařů relativně podceňována, přestože ozvučení filmu může výrazně dodat dramatičnosti snímku a posunout ho o něco výše. Obzvláště při úrovni zvukové techniky a širokých možnostech postprodukčního zpracování, které jsou nyní k dispozici, se zvukař stává důležitým členem tvůrčího týmu.

## Zvukař při ozvučení koncertů
Zvukař patří mezi hlavní profese také při realizaci koncertních vystoupení a turné. Spolu se systémovým technikem (u menších akcí bývá systémovým technikem sám zvukař) je zodpovědný za správné vybavení koncertu aparaturou podle nároků produkce, a také za její správné nastavení a bezchybný provoz. Kromě technických záležitostí se s průběhu koncertu snaží zprostředkovat výkon vystupujícího umělce publiku tak, aby maximálně podpořil umělecký dojem vystoupení. Proto by každý zvukař z hudební sféry zvukařské práce měl nejen dobře slyšet, ale také přinejmenším správně cítit a ctít hudbu, se kterou pracuje.
Na realizaci koncertů se podílejí také další profese, se kterými zvukař úzce spolupracuje, například systémový technik (je zodpovědný za správné nastavení ozvučovacího systému), odposlechový zvukař (má na starosti mix odposlechů pro vystupující umělce), jevištní technik dráteník (stará se o správné zapojení kabelů na jevišti), rigger (jeho úkolem je věšet vše potřebné na příhradovou konstrukci a to v souladu se všemi bezpečnostními předpisy), jevištní mistr (v divadle šéfuje kulisákům), kulisák (má na starosti nejen pohyb kulis, ale také další práci s jevištní technikou), osvětlovač (zodpovídá za vkusné a v divadle i správné nasvícení scény), pyrotechnik (stará se o ohňostroje) a další.

## Divadelní zvukař
Zvukař patří v divadle mezi umělecko-technické profese. V České republice je umělecká role často upozaďována a je zdůrazněna především technická stránka profese. Jeho hlavní činností je obsluha celé zvukové aparatury divadla, její údržba a systémový rozvoj ve spolupráci s managementem divadla. Divadelní zvukař musí ovládat všechny zvukařské profese (nahrávání, mixáž a úprava nahrávek, live zvučení, odbavování playbacků).
Na tvorbě představení zvukař spolupracuje s režisérem, autorem hudby a případně sounddesignérem. Jeho práce začíná typicky v období technických zkoušek, v případě hudebních představení již v období korepetic. Vždy je přítomný na hlavních a generálních zkouškách. Na nich je vytvářeno ve spolupráci s režisérem či sounddesignérem celkové zvukové vyznění inscenace. Zvukař následně musí na každé repríze inscenace tento zvukový projev co nejpřesněji interpretovat. Při používání mikroportů bývá od činnosti zvukaře oddělena péče o mikroporty, za které přebírá odpovědnost portový technik (portař). V některých zemích (např. USA) se lze setkat s větším rozdělením jednotlivých kompetencí zvukaře na více osob (operátor mixputlu, zvukový technik, sounddesigner, portař a mikrofonista).
V České republice jsou velmi omezené možnosti vzdělávání divadelních zvukařů. Nejpříbuznější obor „jevištní technologie“ nabízí Janáčkova akademie múzických umění v Brně, kde se studium věnuje i divadelnímu zvuku.